# Ammāpettai (ort i Indien, Thanjavur)
Ammāpettai är en ort i Indien.   Den ligger i distriktet Thanjavur och delstaten Tamil Nadu, i den södra delen av landet, 2 000 km söder om huvudstaden New Delhi. Ammāpettai ligger 36 meter över havet och antalet invånare är 14 528.
Terrängen runt Ammāpettai är mycket platt. Runt Ammāpettai är det tätbefolkat, med 493 invånare per kvadratkilometer. Närmaste större samhälle är Thanjavur, 19,6 km väster om Ammāpettai. Trakten runt Ammāpettai består till största delen av jordbruksmark.